# Looc (Occidental Mindoro)
Looc is een gemeente in de Filipijnse provincie Occidental Mindoro. De gemeente omvat het zuidoostelijke deel van het eiland Lubang en de eilanden Ambil en Golo. Bij de laatste census in 2007 had de gemeente ruim 11 duizend inwoners.

## Geografie

### Bestuurlijke indeling
Looc is onderverdeeld in de volgende 9 barangays:
| - Agkawayan - Ambil - Balikyas - Bonbon - Bulacan - Burol - Guitna - Kanluran - Talaotao |

## Demografie
Looc had bij de census van 2007 een inwoneraantal van 11.310 mensen. Dit zijn 2.178 mensen (23,9%) meer dan bij de vorige census van 2000. De gemiddelde jaarlijkse groei komt daarmee uit op 2,99%, hetgeen hoger is dan het landelijk jaarlijks gemiddelde over deze periode (2,04%). Vergeleken met de census van 1995 is het aantal mensen met 2.279 (25,2%) toegenomen.

De bevolkingsdichtheid van Looc was ten tijde van de laatste census, met 11.310 inwoners op 132,3 km², 85,5 mensen per km².